# Solvent Violet 9
Solvent Violet 9 ist ein Triarylmethanfarbstoff aus der Gruppe der Lösungsmittelfarbstoffe. Es handelt sich um die Carbinolbase von Kristallviolett.

## Darstellung
Solvent Violet 9 erhält man bei der Umsetzung von Kristallviolett mit einer Natriumhydroxid-Lösung.

## Eigenschaften
Solvent Violet 9 ist eine farblose Verbindung, die beim Ansäuern protoniert wird und unter Eliminierung von Wasser Kristallviolett ergibt. Da man beispielsweise mit Ölsäure einen lösungsmittellöslichen Farbstoff erhält, wird sie als Lösungsmittelfarbstoff vermarktet.

## Verwendung
Solvent Violet 9 wird für Durchschreibepapier, in Kugelschreibern und Tinten verwendet.